# Plateforme Troll A
Pour les articles homonymes, voir Troll (homonymie).

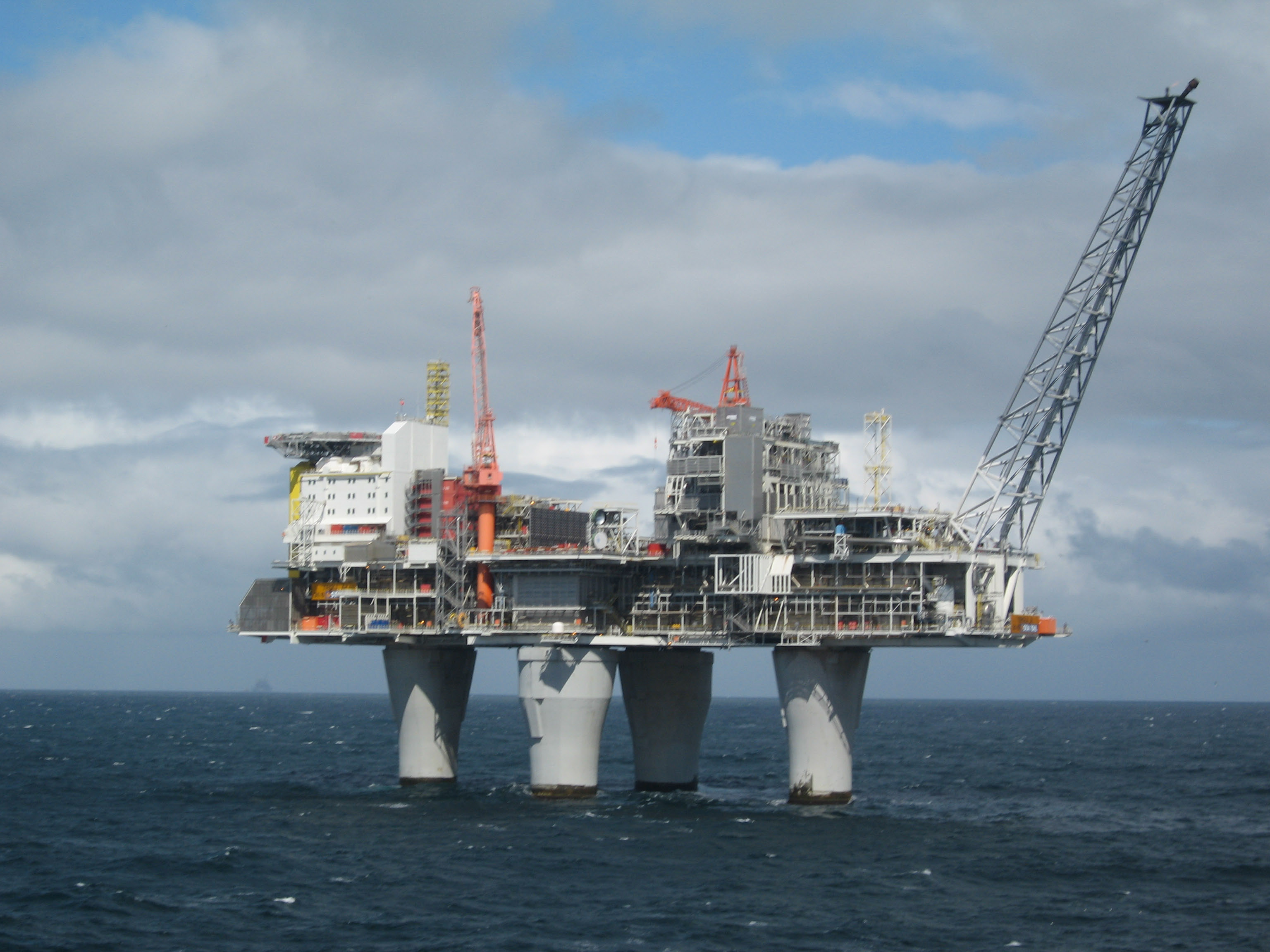
Plateforme Troll A vue du sud-est

La Plateforme Troll A est une gigantesque plateforme destinée à la production de gaz et une des constructions les plus complexes de l'histoire. Elle se situe sur le gisement de gaz Troll, le principal gisement norvégien, découvert en 1979 dans la région centre-est de la Mer du Nord.

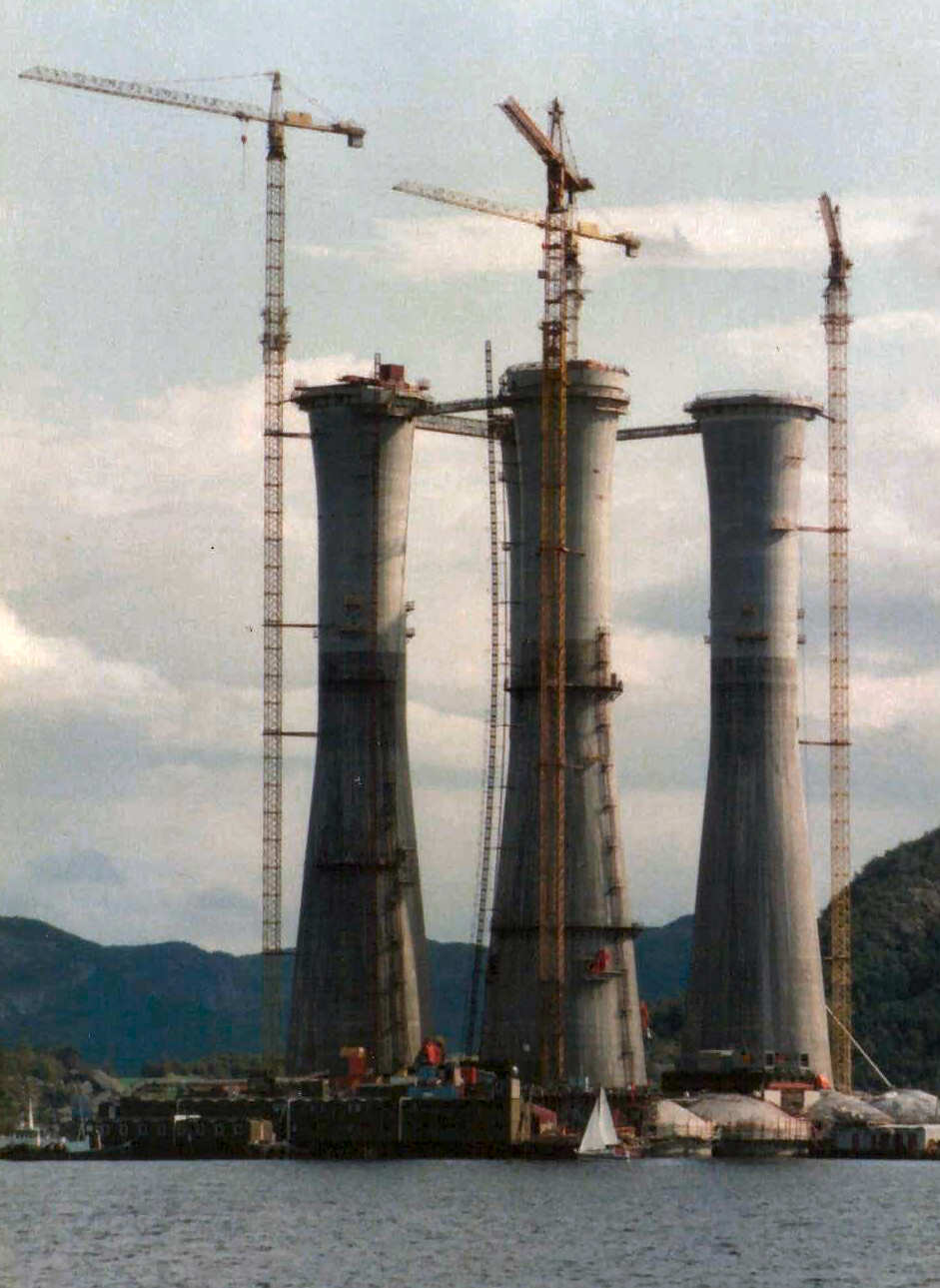
Plate-forme de forage en cours de construction. Les piliers en béton sont coulés en continu, ce qui évite la création de joints tout en rendant les structures plus solides.

Elle a été construite entre 1991 et 1995, par Johs Holt AS, Shell Oil (maître d'œuvre), Norwegian Contractors (construction) et VSL International (précontrainte). 	
Le Troll A est la plus grande structure jamais déplacée par l'homme, elle pèse 656 000 tonnes et sa hauteur atteint 472 mètres.
245 000 m3 de béton et 100 000 tonnes d'aciers passifs ont été nécessaires à sa construction.
Son coût a été de 16 milliards de Couronnes (2.5Md$).